# Gymnote (U-Boot, 1966)
Die Gymnote (französisch sinngemäß Zitteraal, Kennung: S 655) war ein konventionell angetriebenes Versuchs-U-Boot der französischen Marine. Sie diente der Erprobung seegestützter ballistischer Atomraketen der französischen Nuklearstreitkräfte.

## Details
Frankreich plante schon in den 1950ern den Bau eines Atom-U-Bootes. Erste Konstruktionsarbeiten für das Projekt mit der Hüllennummer Q 244 begannen 1955. Das Programm wurde 1958 aufgegeben und der Bau eines neuen Projektes wurde zu Beginn der 1960er beschlossen. Das Ergebnis des Bauprogrammes waren die fünf Atom-U-Boote der Redoutable-Klasse. Das Typschiff der Klasse wurde erst 1971 in Dienst gestellt. Zur Erprobung der ebenfalls neu zu entwickelnden Raketenbewaffnung gab die Marine zusätzlich ein konventionell angetriebenes Versuchs-U-Boot in Auftrag. Der Vorteil des konventionellen Antriebes bestand hauptsächlich im geringeren Entwicklungs- und Bauaufwand, weshalb fünf Jahre vor der Indienststellung des ersten französischen Atom-U-Bootes eine Testplattform für die Bewaffnung zur Verfügung stand.
Das Versuchs-U-Boot Gymnote wurde 1963 auf Kiel gelegt und lief 1964 vom Stapel. Der Name bedeutet sinngemäß „Zitteraal“ und geht auf das erste französische elektrisch angetriebene U-Boot Gymnote aus dem Jahre 1888 zurück. Die ballistischen Atomraketen wurden in vier hinter dem Turm angeordneten senkrechten Schächten transportiert. Das U-Boot war in der Lage, die Raketen auch im getauchten Zustand zu starten.
Die Gymnote wurde 1966 in Dienst gestellt. Sie war das erste französische U-Boot, das in der Lage war, ballistische Raketen zu starten. Eine vergleichbare U-Boot-Klasse war die Golf-Klasse der sowjetischen Seekriegsflotte. Konventionell angetriebene mit ballistischen Raketen bewaffnete U-Boote werden in NATO-Quellen entsprechend der Klassifizierung der US Navy als Ship Submersible Ballistic (SSB) bezeichnet.
Das Testfahrzeug Gymnote wurde aufgrund der geringeren Betriebskosten auch nach der Indienststellung der strategischen Atom-U-Boote weiter genutzt. Bei über 100 Testabschüssen wurden die Raketentypen M 1, M 2, M 20 und zuletzt M 4 erprobt.
In 20 Jahren Dienstzeit legte das Test-U-Boot 164.220 Seemeilen zurück und verbrachte 1521 Tage auf See. Die Gesamttauchzeit betrug 4754 Stunden.
Die Gymnote wurde 1986 stillgelegt und 1990 in Saint-Nazaire verschrottet.